# نيزك متفجر
النيزك المتفجر (بالإنجليزية: Bolide)‏ هو مصطلح ذو صلة بـالشهب والأحجار النيزكية. ولا يوجد إجماع بشأن تعريف النيزك المتفجر مما أدى إلى ظهور تعريفات معينة تستخدمها مجموعات ومجالات عدة. ويصف أحد هذه التعريفات النيزك المتفجر على أنه كرة نارية تصل القدر الظاهري إلى -14 أو أعلى. هناك تعريف آخر يصف النيزك المتفجر على أنه أي جسم ضخم يشكل حفرة كبيرة إثر تصادمه ولا يُعرف تركيبه (على سبيل المثال، سواء كان صخريًا أو كويكبًا لامعًا أو مذنبًا جليديًا). وتأتي كلمة النيزك المتفجر من اليونانية βολίς bolis، التي تعني قذيفة. معظم النيازك تحترق دون أن يراها أحد على الأطلاق، فهي كالسهم الناري وفي معظم الأحيان تحترق بالكامل بسبب درجة حرارتها والتي تقدر ب 1538 درجة وأذا بقيت تدخل هذه القطع إلى المسار النيزكي، ويطلق على الجسميات التي تتمكن من الوصول إلى الأرض مصطلح نيزك أو شهاب.

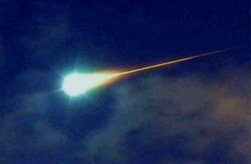
ويبلغ القدر الظاهري للشهاب شديد اللمعان -14 أو أعلى (ويعرف بالنيزك المتفجر في علم الفلك)

## التعريف
لم يقدم الاتحاد الفلكي الدولي تعريفًا رسميًا يصف النيزك المتفجر، ويعتبر هذا المصطلح مرادفًا لكلمة «كرة نارية». ولكن ينطبق المصطلح بوجه عام على الكرات النارية التي تصل إلى القدر الظاهري -14 أو أعلى. ويميل علماء الفلك إلى استخدام مصطلح النيزك المتفجر لتعريف الكرة النارية شديدة اللمعان، وخاصة تلك الكرة النارية التي تنفجر (أحيانًا يطلق عليها كرة نارية متفجرة). وقد تستخدم أيضًا للإشارة إلى الكرة النارية ذات الانفجار المسموع.

## الرصد
أنشأت ناسا في عام 1989 فريقاً يعمل بشكل مستمر على رصد ومتابعة النيازك المتوقع تداخلها مع مسار كوكب الأرض، وتعتمد تقنيات رصد النيازك على متابعة مواد الحديد والنيكل في الفضاء والتي عادةً ما تشكل أغلبية النيازك التي تضرب الأرض. في بداية مراحل الرصد، ركزت ناسا بالتحديد على النيازك التي يزيد قطرها 900م، والتي تشكل خطر للأرض لو أصطدمت بها. وقد تم رصد حوالي 1200 نيزك من هذا الحجم.

## آلية الدخول
أكثر من 4 مليارات جسم فضائي يتجه نحو مجال جاذبية الأرض بصورة يومية، مع تفاوت في الحجم فهناك من هو أكبر من الغبار بين الكواكب وهناك ما هو كالكويكب.فقط القليل منهم يستطيع عبور هذا الحاجز الارضي والجزيئات التي تصل لسطح الأرض تسمى نيازك في الوقت نفسه لا يتسببون في خطر معين الا إذا كان النيزك كبير الحجم.

## الجيولوجيا
يستخدم علماء الجيولوجيا مصطلح النيزك المتفجر أكثر بدرجة كبيرة من علماء الفلك، فهو يشير في الجيولوجيا إلى جسم صادم ضخم جدًا. على سبيل المثال، يستخدم مركز وودز هول للعلوم الساحلية والبحرية التابع لوكالة المسح الجيولوجي الأمريكي مصطلح النيزك المتفجر باعتباره مصطلحًا عامًا يصف أي جسم ضخم يشكل حفرة كبيرة إثر تصادمه ولا يُعرف تركيبه (على سبيل المثال، سواء كان صخريًا أو كويكبًا لامعًا أو مذنبًا جليديًا).

### النيزك المتفجر العظيم
في حالة بلوغ القدر الظاهري للنيزك المتفجر -17 أو أعلى، يعرف حينئذٍ باسم النيزك المتفجر العظيم.